# ケータイ刑事 銭形命
ケータイ刑事 銭形命（ケータイでか ぜにがためい）は、BS-TBSにて2009年7月4日から9月26日まで放送されていたテレビドラマ。「ケータイ刑事 銭形シリーズ」の第7作目。主演は岡本あずさ。
放送時間は毎週土曜23時から23時30分（JST）。翌週土曜午後に再放送が行われている。スポンサーはNTTドコモ（再放映の時はスポンサーなしであるが、エンディング前1分間と、エンディング後30秒にドコモのCMが放送されている。）。

## 概要
警視総監を祖父に持つIQ180の女子高校生で、銭形雷・海の妹・銭形命が、携帯電話を武器に難事件を解決する刑事ドラマ。命の父親は、四姉妹の父親の弟。

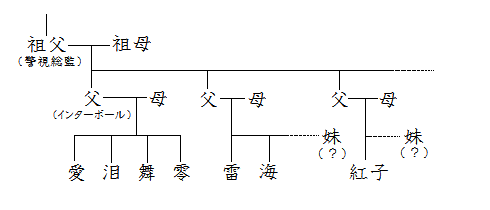
銭形家の家系図

### 特記
- ケータイ刑事シリーズの中で『ケータイ刑事 銭形舞』と並んで放送期間が2番目に短い作品（全13話）である（最も短いのは、全10話の『ケータイ刑事 銭形結』）。

## キャスト
- 銭形命：岡本あずさ
- 松山進：松崎しげる
- 柴田束志：大堀こういち
- 入電ボイス：小林麻耶

## 放送リスト
| 話 数 | タイトル                                                      | 脚本     | 演出               | 出演ゲストなど                         | 初回放送日   |
| ----- | ------------------------------------------------------------- | -------- | ------------------ | -------------------------------------- | ------------ |
| 1     | サックス刑事登場！～セブンティーンクイーン殺人事件            | 林誠人   | 井口昇             | 宝積有香                               | 2009年7月4日 |
| 2     | 壊された駄作！～陶芸家クイーン殺人事件                        | 林誠人   | 佐々木浩久         | 宝積有香                               | 7月11日      |
| 3     | 猛スピードで移動する死体！～競輪選手殺人事件                  | 三宅隆太 | 安藤尋             | 大浦龍宇一                             | 7月18日      |
| 4     | チョ～満員の客室！～死刑台のエレベーター殺人事件              | 加藤淳也 | 片岡K              | 新谷真弓、児玉貴志                     | 7月25日      |
| 5     | 売れないモデルの悲劇！～恋とオシャレと男のコ殺人事件          | 加藤淳也 | 吉田秋生           | 有末麻祐子、澤田育子、遠山俊也         | 8月1日       |
| 6     | 愛しすぎた男！～何もそこまで殺人事件                          | 林誠人   | 三原光尋           | 新田恵利                               | 8月8日       |
| 7     | 犬は知っていた！～『バスカヴィル家の犬』殺人事件              | 加藤淳也 | 田沢幸治           | 山中聡、河本千明                       | 8月15日      |
| 8     | 愛と宿命の将棋崩し！～女流棋士殺人事件                        | 三宅隆太 | 古厩智之           | 八木小緒里、兵頭希梨                   | 8月22日      |
| 9     | 恋愛泥棒マリン再び現る！～謎の怪盗予告事件                    | 渡辺千穂 | 若松孝二           | 星野真里、林和義                       | 8月29日      |
| 10    | 美しき脚本家たち！～美脚連殺人事件                            | 加藤淳也 | 熊谷祐紀           | 中江有里、江本純子、篠崎絵里子         | 9月5日       |
| 11    | 交響曲第28番タ聞調作品194《ボム》～世界ペア音楽祭爆弾予告事件 | 林誠人   | 鈴木浩介           | 真矢、下川美帆、田中優夏               | 9月12日      |
| 12    | サマーパーティーは危険な香り！～赤坂BLITZ殺人事件             | 林誠人   | 丹羽多聞アンドリウ | 林和義、諏訪太朗、宝積有香、金剛地武志 | 9月19日      |
| 13    | 愛のメモリーよ、永遠に！～売れっ子作曲家殺人事件              | 林誠人   | 井口昇             | みのすけ、森下千里                     | 9月26日      |

## スピンオフ
『魔法のiらんど』にてスピンオフ動画の「ケータイ刑事 銭形命の休日 OFFはJK -非番は女子高生-」が無料配信されている。
- キャスト
  - 岡本あずさ
  - 岡本杏理

## 舞台
2009年8月27日に「歌だ!祭りだ!〜BS･TBSサマーパーティーin赤坂BLITZ!ファン感謝祭歌謡祭〜」が行われた。

### 内容
二部構成からなり、第1部は公開収録の本篇第12話、第2部はザ・ベストセブンティーンと題し歌謡ショーが行われた。

### キャスト

#### 第1部
岡本あずさ、松崎しげる、大堀こういち、宝積有香、金剛地武志、林和義、諏訪太郎、小林麻耶（声）

#### 第2部
岡本あずさ、松崎しげる、大堀こういち、小出早織、大政絢、岡本杏理、岡崎歩美、中江有里、江本純子、篠崎絵里子、みにちあベアーズ、真野恵里菜(特別ゲスト)、スマイレージ(真野恵里菜のバックダンサー)

### ユニット
- ケータイバンドが岡本あずさ、松崎しげる、大堀こういちによって組まれ、松崎しげるがドラマ撮影中に誕生日を迎えた岡本あずさにプレゼントとして贈った曲2曲を披露した。岡本あずさはその中でサックス生演奏を披露した。
- OA（オンエアー）というユニットが大政絢、岡本あずさ、岡本杏理、岡崎歩美によって組まれ、歌を披露した。OAは4人のイニシャルがみなO・Aであることに気付いた本人たちによって提案されたものだと舞台上で明かされた。
- 美脚連というユニットが中江有里、江本純子、篠崎絵里子という三人の脚本家によって組まれ、歌を披露した。美脚連とは美人脚本家連盟の略である。また中江有里は過去に歌手として活動しており、今回16年ぶりの歌手活動となった。

## その他
- 岡本あずさが主演した前番組『恋とオシャレと男のコ』（2009年4-6月期）の第12回放映（6月20日）において、「ケータイ刑事になりたくて」という作品が放送され、事実上当番組とのコラボレーションが行われた。またこの逆のパターンで当作品の第5回放映（8月1日）で「売れないモデルの悲劇!～恋とオシャレと男のコ殺人事件」でもやはりコラボレーションが行われた。
  - なお2010年年末開始の続作「ケータイ刑事 銭形結」は「恋と－」や、当作品のスピンオフであずさと共演した岡本杏理が主演することになった。また、本放送の時間帯が夜ではない。
- 松崎しげる扮する「松山進」はかつては同じTBS系で放映されていた『噂の刑事トミーとマツ』でも登場しており、ケータイ刑事シリーズではケータイ刑事THE MOVIE2、ケータイ刑事 銭形海3rdシリーズに続く出演。
- 銭形舞以降「警視庁から入電中」の声を担当している小林麻耶は2009年3月にTBSを退社したが、本作品ではフリーの立場で引き続き入電の声を担当していた。
- ドラマ終了後、BS-TBS土曜日23時台前半はスポーツドキュメンタリー番組『真冬の挑戦者〜バンクーバーへの道〜』を後番組として放送。これにより2001年1月スタートの『JUDGE CAFE』以来、日曜23時→土曜23時と枠移動しながら8年9ヵ月間続いたBS-i→BS-TBS製作・NTTドコモ一社提供ドラマ枠は一時中断。同時に『銭形雷』枠移動以来3年半続いたBS-TBS土曜23時の連続ドラマ枠は消滅した。ただし、別枠でのBS-TBS制作ドラマ枠は設けられることがよくある。

## DVD
ケータイ刑事 銭形命 DVD-BOX
- DVD-Video 四枚組（本編DISC×三枚＋特典DISC）
- 規格番号: BBBJ-9270
- 2009年12月18日発売
- 初回特典: 銭形命（銭型＆ハート型）ストラップ
- 発売元: BS-TBS
- 販売元: 株式会社ハピネット・ピクチャーズ